# Proutiana
Proutiana là một chi bướm đêm thuộc họ Geometridae.